# Wilfried Hofmann (Politiker)
Wilfried Hofmann (* 19. Februar 1947 in Osterburg; † 17. Oktober 2012) war ein deutscher Politiker (FDP, Bund freier Bürger). Er war von 1990 bis 1994 Mitglied im Landtag Sachsen-Anhalt.

## Leben
Wilfried Hofmann besuchte 1953 bis 1961 die Grundschule und legte nach dem Besuch der EOS 1965 das Abitur ab. 1968 schloss er die Ausbildung zum FA-Bankkaufmann ab und arbeitete 1965 bis 1969 als Angestellter. 1969 bis 1988 arbeitete er als Erzieher bzw. Lehrer. 1974 legte er das Staatsexamen Jugenderzieher ab und machte 1987 einen Abschluss als Dipl.-Lehrer und Dipl.-Philosoph. 1987/88 war er Dozent für Philosophie und Rhetorik an der Zentralen Parteischule der LDPD „Dr. Wilhelm Külz“ in Bantikow.
Wilfried Hofmann ist evangelischer Konfession, verheiratet und hat zwei Kinder.

## Politik
Wilfried Hofmann war Mitglied der LDPD. Nach der friedlichen Revolution in der DDR war er ab März 1990 Landesgeschäftsführer der FDP-Ost Sachsen-Anhalt, ab August 1990 stellvertretender Landesgeschäftsführer FDP Sachsen-Anhalt und Mitglied des Landesvorstandes. Er zog bei der ersten Landtagswahl in Sachsen-Anhalt 1990 über die Landesliste in den Landtag ein. Er war bildungspolitischer Sprecher der FDP-Fraktion.
Hofmann verließ die FDP und deren Fraktion und schloss sich dem Bund freier Bürger an. Im Parlament war er zunächst fraktionslos. Im Jahr 1994 schloss Wilfried Hofmann sich mit den ehemaligen Mitgliedern der aufgelösten DS-Fraktion (Deutsch Soziale Fraktion, Nachfolgerin der DSU-Fraktion), der Vorsitzenden der Steuerzahlerpartei Bärbel Ballhorn und Gerd Brunner zur Fraktion Unabhängiger Abgeordneter (FUA) zusammen.